# Coptotriche
Coptotriche is een geslacht van vlinders van de familie vlekmineermotten (Tischeriidae).

## Soorten
- C. africana Puplesis & Diskus, 2003
- C. alavelona Lees & Stonis, 2007
- C. angusticollella

Rozenvlekmot (Duponchel, 1843)
- C. basipectinella Puplesis & Diskus, 2003
- C. berberella (De Prins, 1984)
- C. gaunacella (Duponchel, 1843)
- C. heinemanni

Zwarte bramenvlekmot (Wocke, 1871)
- C. kenyensis Mey, 2010
- C. longiciliatella (Rebel, 1896)
- C. marginea

Gele bramenvlekmot (Haworth, 1828)
- C. pulverescens (Meyrick, 1936)
- C. szoecsi (Kasy, 1961)
- C. tantalella (Walsingham, 1908)
- C. zimbabwiensis Puplesis & Diskus, 2003